# Fussball Club Wil 1900 2020-2021
Questa voce raccoglie le informazioni riguardanti il Fussball Club Wil 1900 nelle competizioni ufficiali della stagione 2020-2021.

## Stagione
Nella stagione 2020-2021 il Wil, allenato da Alexander Frei, concluse il campionato di Challenge League al 7º posto. In Coppa Svizzera il Wil fu eliminato al secondo turno dall'Aarau.

## Rosa
| N. |                                 | Ruolo | Calciatore                |
| -- | ------------------------------- | ----- | ------------------------- |
| 1  | Svizzera (bandiera)             | P     | Philipp Köhn              |
| 4  | Svizzera (bandiera)             | D     | Jan Kronig                |
| 6  | Bosnia ed Erzegovina (bandiera) | D     | Ivan Šarčević             |
| 8  | Kosovo (bandiera)               | C     | Mërgim Brahimi            |
| 9  | Svizzera (bandiera)             | C     | Maren Haile-Selassie      |
| 10 | Svizzera (bandiera)             | C     | Bledian Krasniqi          |
| 11 | Brasile (bandiera)              | A     | Sílvio Carlos de Oliveira |
| 12 | Germania (bandiera)             | D     | Malik Talabidi            |
| 14 | Svizzera (bandiera)             | D     | Silvano Schäppi           |
| 15 | Svizzera (bandiera)             | D     | Serkan Izmirlioglu        |
| 16 | Stati Uniti (bandiera)          | A     | Noah Jones                |
| 17 | Svizzera (bandiera)             | C     | Robin Kamber              |
| 18 | Austria (bandiera)              | A     | Alessandro Paunescu       |
| 19 | Svizzera (bandiera)             | C     | Alen Coric                |
| 20 | Albania (bandiera)              | C     | Kastrijot Ndau            |
| 21 | Austria (bandiera)              | D     | Leo Mätzler               |

| N. |                               | Ruolo | Calciatore        |
| -- | ----------------------------- | ----- | ----------------- |
| 22 | Svizzera (bandiera)           | C     | Valon Fazliu      |
| 23 | Svizzera (bandiera)           | A     | Noah Blasucci     |
| 24 | Svizzera (bandiera)           | P     | Nils De Mol       |
| 25 | Svizzera (bandiera)           | A     | Tician Tushi      |
| 27 | Svizzera (bandiera)           | C     | Philipp Muntwiler |
| 28 | Svizzera (bandiera)           | C     | Argtim Ismaili    |
| 29 | Svizzera (bandiera)           | D     | Marcin Dickenmann |
| 30 | Costa d'Avorio (bandiera)     | P     | Kader Abubakar    |
| 32 | Svizzera (bandiera)           | D     | Mika Mettler      |
| 33 | Macedonia del Nord (bandiera) | A     | Luan Abazi        |
| 34 | Svizzera (bandiera)           | D     | Ilan Sauter       |
| 41 | Svizzera (bandiera)           | C     | Lavdim Zumberi    |
| 42 | Svizzera (bandiera)           | P     | Yuri Klein        |
| 99 | Svizzera (bandiera)           | D     | Marko Krunic      |
|    | Svizzera (bandiera)           | C     | Ajet Sejdija      |

## Organigramma societario
Area tecnica
- Allenatore: Alexander Frei
- Allenatore in seconda: Romain Villiger
- Preparatore dei portieri: Philipp Bowald
- Preparatori atletici:

## Calciomercato

### Sessione estiva
| Acquisti | Acquisti             | Acquisti        | Acquisti |
| R.       | Nome                 | da              | Modalità |
| -------- | -------------------- | --------------- | -------- |
| P        | Nils De Mol          | Basilea II      |          |
| A        | Noah Blasucci        | Rapperswil-Jona |          |
| C        | Robin Kamber         | Slaven Belupo   |          |
| C        | Lavdim Zumberi       | Zurigo          |          |
| C        | Maren Haile-Selassie | Zurigo          |          |
| A        | Sékou Camara         | Difaâ El Jadida |          |
| A        | Noah Jones           | RB Lipsia U19   |          |
| D        | Malik Talabidi       | RB Lipsia       |          |
| D        | Ilan Sauter          | Zurigo          |          |
| A        | Samuel Ballet        | Young Boys      |          |
| D        | Jan Kronig           | Young Boys      |          |
| D        | Leo Mätzler          | Altach          |          |
| P        | Philipp Köhn         | Salisburgo      |          |
| P        | Kader Abubakar       | Grasshoppers II |          |
| C        | Alen Coric           | Bazenheid       |          |
| D        | Serkan Izmirlioglu   | Brühl           |          |
| D        | Ivan Šarčević        | Wolfsburg II    |          |
| P        | Gianluca Tolino      | Brühl           |          |

| Cessioni | Cessioni                  | Cessioni        | Cessioni |
| R.       | Nome                      | a               | Modalità |
| -------- | ------------------------- | --------------- | -------- |
| A        | Sílvio Carlos de Oliveira | Rapperswil-Jona |          |
| D        | Andrea Padula             | Basilea         |          |
| P        | Anthony Mossi             | Neuchâtel Xamax |          |
| D        | Lars Traber               | Brühl           |          |
| C        | Kwadwo Duah               | San Gallo       |          |
| A        | Radivoj Bosić             | Olimpia Lubiana |          |
| D        | Dominik Schmid            | Grasshoppers    |          |
| C        | Eris Abedini              | Lugano          |          |
| D        | Konstantinos Dimitriou    | Basilea         |          |
| D        | Lindrit Kamberi           | Zurigo          |          |
| P        | Živko Kostadinović        | Zurigo          |          |
| C        | Fabian Rohner             | Zurigo          |          |
| D        | Joël Schmied              | Young Boys II   |          |
| A        | Julian von Moos           | Basilea         |          |
| P        | Gianluca Tolino           | Winterthur      |          |
| D        | Jan Wörnhard              | Brühl           |          |

### Sessione invernale
| Acquisti | Acquisti                  | Acquisti        | Acquisti |
| R.       | Nome                      | da              | Modalità |
| -------- | ------------------------- | --------------- | -------- |
| D        | Marcin Dickenmann         | Grasshoppers    |          |
| A        | Tician Tushi              | Basilea         |          |
| A        | Henri Koide               | Zurigo          |          |
| A        | Sílvio Carlos de Oliveira | Rapperswil-Jona |          |
| C        | Ajet Sejdija              | Brühl           |          |

| Cessioni | Cessioni      | Cessioni                            | Cessioni |
| R.       | Nome          | a                                   | Modalità |
| -------- | ------------- | ----------------------------------- | -------- |
| A        | Henri Koide   | Zurigo                              |          |
| A        | Sékou Camara  | Template:Calcio Paide Linnameeskond |          |
| C        | Oliver Mayer  | San Gallo                           |          |
| A        | Samuel Ballet | Winterthur                          |          |

## Risultati

### Challenge League

#### Prima fase, girone di andata
| Arbitro: | Horisberger |

|           |           |                                            |
| Gashi 12’ | Marcatori | 61’ Haile-Selassie 63’ Fazliu 90’ Krasniqi |

| Arbitro: | Tschudi |

|                                            |           |            |
| Muntwiler 57’ (rig.) Fazliu 58’ Ballet 69’ | Marcatori | 34’ Rüdlin |

| Arbitro: | Turkeš |

|                             |           |  |
| Demhasaj 37’, 49’ Pusic 90’ | Marcatori |  |

| Arbitro: | Wolfensberger |

|  |           |              |
|  | Marcatori | 82’ Abubakar |

| Arbitro: | Piccolo |

|                              |           |           |
| Corbaz 8’ Nuzzolo 37’ (rig.) | Marcatori | 81’ Jones |

| Wil 24 ottobre 2020, ore 17:30 CEST 6ª giornata | Wil     | 0 – 0 referto | Stade Lausanne-Ouchy | Stadion Bergholz (460 spett.)\| Arbitro: \| Staubli \| |
| Arbitro:                                        | Staubli |               |                      |                                                        |

| Arbitro: | Gianforte |

|                    |           |           |
| Bahloul 50’ (rig.) | Marcatori | 75’ Jones |

| Arbitro: | Schnyder |

|               |           |                   |
| Muntwiler 55’ | Marcatori | 76’ (rig.) Mujčić |

| Arbitro: | Fähndrich |

|            |           |  |
| Kamber 51’ | Marcatori |  |

#### Prima fase, girone di ritorno
| Arbitro: | Cibelli |

|                                        |           |  |
| Hefti 34’ Rüdlin 62’ Fatkič 90’ (rig.) | Marcatori |  |

| Arbitro: | Horisberger |

|             |           |           |
| Brahimi 24’ | Marcatori | 83’ Ponde |

| Arbitro: | Staubli |

|              |           |  |
| Lahiouel 25’ | Marcatori |  |

| Arbitro: | San |

|  |           |                            |
|  | Marcatori | 34’, 69’ Sifneos 58’ Hadzi |

| Arbitro: | Dudic |

|             |           |  |
| Pollero 90’ | Marcatori |  |

| Arbitro: | Schärli |

|                                |           |                          |
| Kamberi 3’ Callà 41’ Buess 65’ | Marcatori | 45’ Krasniqi 90’ Brahimi |

| Arbitro: | Jaccottet |

|                                                    |           |               |
| Silvio 13’ Haile-Selassie 47’ Muntwiler 60’ (rig.) | Marcatori | 82’ Spadanuda |

| Arbitro: | Staubli |

|                |           |                               |
| Yesilcayir 64’ | Marcatori | 78’ Haile-Selassie 85’ Silvio |

| Arbitro: | Hänni |

|           |           |  |
| Tushi 51’ | Marcatori |  |

#### Seconda fase, girone di andata
| Arbitro: | Schärer |

|                   |           |            |
| Mujčić 45’ (rig.) | Marcatori | 61’ Fazliu |

| Arbitro: | Wolfensberger |

|                |           |  |
| Tushi 45’, 66’ | Marcatori |  |

| Arbitro: | Cibelli |

|           |           |           |
| Tushi 58’ | Marcatori | 83’ Ponde |

| Arbitro: | Schärli |

|             |           |  |
| Strechie 4’ | Marcatori |  |

| Arbitro: | Kanagasingam |

|                    |           |            |
| Haile-Selassie 86’ | Marcatori | 80’ Ballet |

| Arbitro: | Staubli |

|           |           |  |
| Koide 56’ | Marcatori |  |

| Arbitro: | Schärer |

|                            |           |  |
| Bergsma 44’, 82’ Gashi 90’ | Marcatori |  |

| Arbitro: | Hänni |

|  |           |                     |
|  | Marcatori | 8’ Aliu 90’ Marleku |

| Arbitro: | Staubli |

|                                         |           |                   |
| Chihadeh 49’ Santos 81’ Kyeremateng 90’ | Marcatori | 53’ (rig.) Fazliu |

#### Seconda fase, girone di ritorno
| Arbitro: | Wolfensberger |

|            |           |  |
| Ballet 11’ | Marcatori |  |

| Arbitro: | Piccolo |

|              |           |  |
| Bonatini 76’ | Marcatori |  |

| Arbitro: | Wolfensberger |

|                                                                     |           |  |
| Silvio 19’, 35’, 69’ Haile-Selassie 25’, 28’ Krasniqi 36’ Tushi 84’ | Marcatori |  |

| Arbitro: | Huwiler |

|                       |           |                                |
| Ulrich 4’ Marleku 11’ | Marcatori | 43’ (rig.) Fazliu 80’ Krasniqi |

| Arbitro: | Gianforte |

|                        |           |                              |
| Silvio 17’ Zumberi 90’ | Marcatori | 24’ Prtajin 38’, 48’ Pollero |

| Arbitro: | Horisberger |

|                         |           |                             |
| Parapar 52’ Mutombo 63’ | Marcatori | 29’ (rig.) Fazliu 90’ Jones |

| Arbitro: | Bieri |

|                                           |           |                             |
| Brahimi 44’ Haile-Selassie 59’ Silvio 72’ | Marcatori | 7’ Hadzi 90’ (rig.) Bahloul |

| Arbitro: | Wolfensberger |

|                                   |           |  |
| Mbenza 6’, 31’ Amdouni 82’ (rig.) | Marcatori |  |

| Arbitro: | Piccolo |

|            |           |                            |
| Kamber 54’ | Marcatori | 21’ Chihadeh 70’ Dzonlagic |

### Coppa Svizzera
| Arbitro: | Bieri |

|                                      |                      |                                              |
| Thiesson Balaj Rrudhani Jäckle Mišić | Tiri di rigore 4 – 3 | Fazliu Sauter Kronig Šarčević Haile-Selassie |

## Statistiche

### Statistiche di squadra
| Competizione     | Punti | In casa | In casa | In casa | In casa | In casa | In casa | In trasferta | In trasferta | In trasferta | In trasferta | In trasferta | In trasferta | Totale | Totale | Totale | Totale | Totale | Totale | DR |
| Competizione     | Punti | G       | V       | N       | P       | Gf      | Gs      | G            | V            | N            | P            | Gf           | Gs           | G      | V      | N      | P      | Gf     | Gs     | DR |
| ---------------- | ----- | ------- | ------- | ------- | ------- | ------- | ------- | ------------ | ------------ | ------------ | ------------ | ------------ | ------------ | ------ | ------ | ------ | ------ | ------ | ------ | -- |
| Challenge League | 39    | 18      | 8       | 5       | 5       | 28      | 19      | 18           | 2            | 4            | 12           | 15           | 33           | 36     | 10     | 9      | 17     | 43     | 52     | -9 |
| Coppa Svizzera   | -     | 0       | 0       | 0       | 0       | 0       | 0       | 1            | 0            | 1            | 0            | 0            | 0            | 1      | 0      | 1      | 0      | 0      | 0      | 0  |
| Totale           | 39    | 18      | 8       | 5       | 5       | 28      | 19      | 19           | 2            | 5            | 12           | 15           | 33           | 37     | 10     | 10     | 17     | 43     | 52     | -9 |

### Andamento in campionato
| Giornata  | 1 | 2 | 3 | 4 | 5 | 6 | 7 | 8 | 9 | 10 | 11 | 12 | 13 | 14 | 15 | 16 | 17 | 18 | 19 | 20 | 21 | 22 | 23 | 24 | 25 | 26 | 27 | 28 | 29 | 30 | 31 | 32 | 33 | 34 | 35 | 36 |
| --------- | - | - | - | - | - | - | - | - | - | -- | -- | -- | -- | -- | -- | -- | -- | -- | -- | -- | -- | -- | -- | -- | -- | -- | -- | -- | -- | -- | -- | -- | -- | -- | -- | -- |
| Luogo     | T | C | T | C | T | C | T | C | C | T  | C  | T  | C  | T  | T  | C  | T  | C  | T  | C  | C  | T  | C  | C  | T  | C  | T  | T  | T  | C  | T  | C  | T  | C  | T  | C  |
| Risultato | V | V | P | P | P | N | N | N | V | P  | N  | P  | P  | P  | P  | V  | V  | V  | N  | V  | N  | P  | N  | V  | P  | P  | P  | P  | P  | V  | N  | P  | N  | V  | P  | P  |
| Posizione | 2 | 2 | 5 | 5 | 8 | 8 | 9 | 9 | 5 | 8  | 7  | 7  | 8  | 8  | 8  | 8  | 7  | 7  | 7  | 7  | 7  | 7  | 7  | 7  | 7  | 7  | 7  | 7  | 7  | 7  | 7  | 7  | 7  | 7  | 7  | 7  |

Legenda:

Luogo: C = Casa; T = Trasferta. Risultato: V = Vittoria; N = Pareggio; P = Sconfitta.

### Statistiche dei giocatori
| Giocatore         | Challenge League | Challenge League | Challenge League | Challenge League | Coppa Svizzera | Coppa Svizzera | Coppa Svizzera | Coppa Svizzera | Totale   | Totale | Totale      | Totale     |
| Giocatore         | Presenze         | Reti             | Ammonizioni      | Espulsioni       | Presenze       | Reti           | Ammonizioni    | Espulsioni     | Presenze | Reti   | Ammonizioni | Espulsioni |
| ----------------- | ---------------- | ---------------- | ---------------- | ---------------- | -------------- | -------------- | -------------- | -------------- | -------- | ------ | ----------- | ---------- |
| L. Abazi          | 2                | 0                | 0                | 0                | 0              | 0              | 0              | 0              | 2        | 0      | 0           | 0          |
| K. Abubakar       | 2                | 0                | 0                | 0                | 0              | 0              | 0              | 0              | 2        | 0      | 0           | 0          |
| S. Ballet         | 12               | 1                | 3                | 1                | 1              | 0              | 0              | 0              | 13       | 1      | 3           | 1          |
| N. Blasucci       | 9                | 0                | 1                | 0                | 0              | 0              | 0              | 0              | 9        | 0      | 1           | 0          |
| M. Brahimi        | 25               | 3                | 5                | 0                | 0              | 0              | 0              | 0              | 25       | 3      | 5           | 0          |
| S. Camara         | 13               | 0                | 0                | 0                | 0              | 0              | 0              | 0              | 13       | 0      | 0           | 0          |
| A. Coric          | 0                | 0                | 0                | 0                | 0              | 0              | 0              | 0              | 0        | 0      | 0           | 0          |
| N. De Mol         | 3                | 0                | 0                | 0                | 0              | 0              | 0              | 0              | 3        | 0      | 0           | 0          |
| M. Dickenmann     | 20               | 0                | 3                | 0                | 0              | 0              | 0              | 0              | 20       | 0      | 3           | 0          |
| V. Fazliu         | 32               | 6                | 7                | 1                | 1              | 0              | 1              | 0              | 33       | 6      | 8           | 1          |
| M. Haile-Selassie | 35               | 7                | 1                | 0                | 1              | 0              | 0              | 0              | 36       | 7      | 1           | 0          |
| A. Ismaili        | 0                | 0                | 0                | 0                | 0              | 0              | 0              | 0              | 0        | 0      | 0           | 0          |
| S. Izmirlioglu    | 28               | 0                | 6                | 0                | 1              | 0              | 0              | 0              | 29       | 0      | 6           | 0          |
| N. Jones          | 23               | 3                | 3                | 0                | 1              | 0              | 0              | 0              | 24       | 3      | 3           | 0          |
| R. Kamber         | 29               | 2                | 9                | 0                | 0              | 0              | 0              | 0              | 29       | 2      | 9           | 0          |
| Y. Klein          | 0                | 0                | 0                | 0                | 0              | 0              | 0              | 0              | 0        | 0      | 0           | 0          |
| H. Koide          | 10               | 1                | 0                | 0                | 0              | 0              | 0              | 0              | 10       | 1      | 0           | 0          |
| B. Krasniqi       | 35               | 4                | 6                | 0                | 1              | 0              | 0              | 0              | 36       | 4      | 6           | 0          |
| J. Kronig         | 34               | 0                | 4                | 0                | 1              | 0              | 0              | 0              | 35       | 0      | 4           | 0          |
| M. Krunic         | 2                | 0                | 0                | 0                | 0              | 0              | 0              | 0              | 2        | 0      | 0           | 0          |
| P. Köhn           | 32               | 0                | 3                | 0                | 1              | 0              | 0              | 0              | 33       | 0      | 3           | 0          |
| O. Mayer          | 2                | 0                | 0                | 0                | 1              | 0              | 0              | 0              | 3        | 0      | 0           | 0          |
| M. Mettler        | 6                | 0                | 0                | 0                | 1              | 0              | 0              | 0              | 7        | 0      | 0           | 0          |
| P. Muntwiler      | 34               | 3                | 8                | 0                | 0              | 0              | 0              | 0              | 34       | 3      | 8           | 0          |
| L. Mätzler        | 15               | 0                | 2                | 0                | 1              | 0              | 0              | 0              | 16       | 0      | 2           | 0          |
| K. Ndau           | 10               | 0                | 3                | 0                | 0              | 0              | 0              | 0              | 10       | 0      | 3           | 0          |
| A. Paunescu       | 1                | 0                | 0                | 0                | 0              | 0              | 0              | 0              | 1        | 0      | 0           | 0          |
| I. Sauter         | 25               | 0                | 7                | 0                | 1              | 0              | 0              | 0              | 26       | 0      | 7           | 0          |
| S. Schäppi        | 12               | 0                | 2                | 0                | 1              | 0              | 1              | 0              | 13       | 0      | 3           | 0          |
| A. Sejdija        | 0                | 0                | 0                | 0                | 0              | 0              | 0              | 0              | 0        | 0      | 0           | 0          |
| C. Silvio         | 20               | 7                | 1                | 0                | 0              | 0              | 0              | 0              | 20       | 7      | 1           | 0          |
| M. Talabidi       | 9                | 0                | 4                | 0                | 1              | 0              | 0              | 0              | 10       | 0      | 4           | 0          |
| T. Tushi          | 16               | 5                | 0                | 0                | 0              | 0              | 0              | 0              | 16       | 5      | 0           | 0          |
| L. Zumberi        | 19               | 1                | 4                | 0                | 0              | 0              | 0              | 0              | 19       | 1      | 4           | 0          |
| I. Šarčević       | 7                | 0                | 2                | 0                | 1              | 0              | 0              | 0              | 8        | 0      | 2           | 0          |